# مدينة الصمت (فلم)
مدينة الصمت هو فيلم دراما مصري من إخراج كمال عطية  وبطولة نيللي، نور الشريف، محمود المليجي، صلاح نظمي، محمد الدفراوي وجمال إسماعيل، صدر الفيلم في 25 أبريل 1973.
يُعتبر الفيلم من أواخر الأفلام المصرية التي صورت بالأبيض والأسود.[بحاجة لمصدر]

## نبذة
أحمد صحافي شاب متخصص في الجريمة، يعارض رئيس المباحث سيد فهمي في رأيه في ضرورة تطبيق القانون عند الكشف عن الجريمة، يسافر أحمد في مهمة صحافية في تاكسي يتصادف وجود عدد كبير من المجرمين به، وفي الطريق ينزل مرزوق من العربة، بحجة إحضار زبائن، وعندما يتأخر ينزل أحمد من السيارة للبحث عنه فيجده مقتولًا، تبدأ الشرطة في البحث عن القاتل.

## طاقم العمل
- نيللي بدور سنية شلبي
- نور الشريف بدور أحمد لطفي
- محمود المليجي بدور العقيد سيد فهمي
- صلاح نظمي بدور جاب الله
- محمد الدفراوي بدور عزوز فضل
- جمال إسماعيل بدور عاشور

## وصلات خارجية
- مقالات تستعمل روابط فنية بلا صلة مع ويكي بيانات